# W-41
W-41 — тральщик Імперського флоту Японії, який взяв участь у Другій світовій війні.
Корабель, який належить до типу W-19, спорудили у 1944 році на верфі Fujinagata Shipbuilding & Engineering в Осаці.
У серпні 1944-го W-41 включили до 32-ї спеціальної військово-морської бази й призначили для дій у Південно-Східній Азії. З 1 по 6 вересня 1944-го корабель брав участь у супроводі конвою MI-17 (прямував з японського порту Моджі до Маніли) на центральній ділянці маршруту між Мако (важлива база на Пескадорських островах у південній частині Тайванської протоки) та Апаррі на північному завершенні філіппінського острова Лусон.
21 вересня 1944-го тральщик перебував у Манілі, яка того дня стала ціллю для потужного удару американського авіаносного з'єднання, втім, W-41 зміг уникнути уражень. 1 жовтня корабель перевели до 21-го дивізіону тральщиків, а 3—5 жовтня він супроводив на початковій ділянці маршруту конвой MATA-28, що рушив з Маніли до Такао (наразі Гаосюн на Тайвані).
17 жовтня 1944-го W-41 вийшов з Маніли разом з конвоєм «Тайхі», сформованим для екстреного виводу суден напередодні ймовірної нової атаки авіаносного з'єднання. 21 жовтня цей загін прибув до порту Юлін на острові Хайнань. 24—29 жовтня тральщик супроводив з порту Сана (так само Хайнань) до Такао конвой YUTA-13.
Понад місяць W-41 ніс патрульно-ескортну службу з базуванням на Такао, а 5—11 грудня 1944-го супроводив на більшій частині маршруту (від Такао до району затоки Лапок-Бей) конвой TAMA-35, після чого відокремився та попрямував назад на північ.
Щонайменше 22—24 грудня 1944-го W-41 супроводжував черговий конвой напрямку Такао — Маніла, відомий як TAMA-36B. Наприкінці місяця корабель дістав наказ провести пошук вцілілих з есмінця «Куретаке», потопленого ворожою субмариною дещо південніше від Формози.
4 січня 1945-го в районі Такао W-41 був атакований літаками, дістав пошкодження й викинувся на узбережжя. Протягом кількох наступних діб переобладнаний мінний загороджувач «Чокі-Мару» намагався стягнути W-41 з мілини, проте це вдалось лише 8 січня переобладнаному мисливцю за підводними човнами «Аюкава-Мару» (Ayukawa Maru).
16—18 січня 1945-го W-41 пройшов з конвоєм TAKI-7 з Такао до Кіруна (наразі Цзілун на північному завершенні Тайваню). 21 січня цей порт атакувала авіаносна авіація, проте тральщику вдалось уникнути пошкоджень.
У середині лютого 1945-го W-41 супроводив щонайменше до Шанхаю конвой TAMO-43, який 14 лютого рушив з Кіруну до Моджі.
24 квітня 1945-го W-41 разом зі ще одним тральщиком W-39 вийшли з Кіруна із метою перейти до Моджі. Невдовзі після опівночі W-41 був торпедований підводним човном «Код» і затонув за 9 хвилин. Американський корабель підібрав одного японського моряка, тоді як близько вісімдесяти членів екіпажу врятував W-39.